# Subbética
La Subbética est une comarque d'Espagne de  1.597 km2 située dans le sud-est de la province de Cordoue, en plein centre géographique de l'Andalousie.
Elle contient le parc naturel des Sierras Subbéticas (Parque natural de las Sierras Subbéticas),  espace protégé d'une grande richesse écologique.

## Communes
- Almedinilla
- Benamejí
- Cabra
- Carcabuey
- Doña Mencía
- Encinas Reales
- Fuente-Tójar
- Iznájar
- Lucena
- Luque
- Palenciana
- Priego de Cordoba
- Rute
- Zuheros

## Géographie
La comarque est frontalière avec :
- La comarque de Campiña Ce - Guadajoz au nord.
- La comarque de Campiña Sur Cordobesa et la province de Séville à l'ouest.
- La province de Jaén à l'est.
- Les provinces de Málaga et de Grenade au sud.

### Climat
Le climat est de type méditerranéen continental d'influence atlantique, avec des précipitations irrégulières en hiver et très rares en été.
Les températures oscillent entre 9° et 29,5° en période estivale dans des villages comme Priego de Cordoba, Rute et Iznájar.
Pour le reste des communes, les températures en hiver sont douces.

### Hydrographie
La comarque est arrosée par les nombreux affluents des rivières Genil et Guadajoz.
Mais en raison de la perméabilité des roches calcaires, une grande partie des eaux deviennent souterraines et affleurent sous forme de sources ou de résurgences.
Il existe deux barrages : le barrage de Malpasillo et le barrage de Iznájar (dénommé "Lago de Andalucía".

## Économie
L'agriculture est dominée par la monoculture de l'olivier et la production d'huile d'olive.
Les communes de Lucena et Doña Mencía ont une production viticole de dénomination Montilla-Moriles.
À ces activités agricoles s'ajoute l'élevage caprin et ovin.
Dans le domaine industriel Lucena est un des principaux centres industriels d'Andalousie : premier producteur de froid industriel et deuxième producteur national de meubles, ainsi que les traditionnelles industries de métallurgie.
La zone industrielle de Priego est orientée vers la confection.
Doña Mencía et Rute possèdent des activités agro-alimentaires, en particulier des distilleries d'anis.